# Der blinde Masseur
Der blinde Masseur ist ein Roman von Catalin Dorian Florescu. Er erschien 2006 im Pendo Verlag (Zürich). 2009 erschien die 2. deutsche Ausgabe im Piper Verlag.

## Inhalt
Vor vielen Jahren floh Teodor mit seiner Mutter und seinem Vater aus dem kommunistischen Rumänien. Nach einigen Widrigkeiten erreichten sie die Schweiz und bauten sich dort ein neues Leben auf. Doch trotz des Erfolges, den Teodor als Verkäufer erlangt, stellen sich keine Glücksgefühle bei ihm ein, da er seine Liebe Valeria bei der Flucht zurückgelassen hat und sich nach ihr sehnt. Eines Tages, nachdem sich die Unzufriedenheit zu sehr angestaut hat, entschliesst er sich spontan dazu, nach Rumänien zu reisen.
Dort angekommen, quartiert er sich in ein luxuriöses Hotel in einer Stadt ein. Er traut sich aber nicht direkt, Kontakt mit Valeria aufzunehmen. Stattdessen macht er sich auf die Suche nach seinem Lieblingsgeschichtenerzähler Mihai, da er vor seiner Flucht viel Zeit damit verbracht hat, durch die Dörfer zu reisen und sich Geschichten von den Bauern erzählen zu lassen und diese aufzunehmen. Doch trotz seiner Suche findet er niemanden, der Mihai, der bereits damals ein alter Mann gewesen war, kennt und fährt in einem von vielen Momenten geradezu lebensmüder Unachtsamkeit in einen Graben. Dort findet ihn Ion Palatinus, der blinde Masseur des Kurortes Moneasa. Wie Teodor später erfahren wird, hat Ion bereits früh in seiner Kindheit das Augenlicht verloren, trotzdem verfügt dieser über eine gigantische Sammlung an Büchern und Kassetten mit Aufnahmen von Lesungen durch Patienten und Bekannte. Ion verhilft Teodor zu einer Unterkunft bei seiner Vertrauten Elena und mit der Zeit wächst die Freundschaft zwischen den beiden Männern. Gleichzeitig lernt Teodor die sogenannten vier Philosophen kennen, Männer, die auch eine grosse Zuneigung zu Büchern verspüren und gute Freunde Ions sind. Innerhalb dieser Runde gibt Teodor seine Geschichten von seinen Reisen durch die Welt zum Besten.
Nach einiger Zeit kommt es zu einem Streit zwischen Ion und Teodor, woraufhin Teodor in die Stadt zurückkehrt, wo er Kontakt mit seiner Jugendliebe Valeria, die inzwischen verheiratet ist, aufnimmt. Es kommt zu einem Treffen der beiden, nach dem sie ihn nie wieder sehen will. Wegen seines aufgewühlten Zustandes begeht Teodor einen Fehler und wird ausgeraubt. Auto, Geld und Pass sind verloren, nur noch sein vornehmer Anzug aus der Schweiz bleibt ihm. Verletzt kehrt er nach Moneasa zurück. Es dauert auch nicht allzu lange, da vertragen sich Ion und Teodor wieder. Nach einiger Zeit gelingt es Ion sogar, dank seines Einflusses, Teodors Auto wieder aufzutreiben.
Überraschenderweise kommt etwas später auch Valeria nach Moneasa, da auch ihre Gefühle durch das Treffen mit Teodor durcheinandergebracht wurden. Sie verbringen Zeit miteinander und gehen in Ions Haus, um dort ihre Zweisamkeit zu verbringen. Dieser findet die beiden dort, was zu einem erneuten Streit zwischen den Männern führt. Valeria verlässt den Ort und will nichts mehr von Teodor wissen. Bei einem späteren Besuch von Teodor bei ihr in der Stadt, kappt sie alle verbliebenen Verbindungen mit ihm.
Nach seiner Rückkehr nach Moneasa stellt Teodor fest, dass Ions Wohnung brennt. Wie sich herausstellt, hat dieser sie selbst angezündet. Sofort hilft Teodor einen guten Teil der Bücher zu retten. Weitere Wochen vergehen und Ion, Teodor, die Philosophen und weitere feiern auf Elenas Hof ein Fest, wo Ion Teodors Anzug trägt und Teodor Ions alte Kleidung. Nach diesem Fest erwacht Teodor in Ions halbverbrannter Wohnung und findet ein Zettel mit welchem Ion ihm erklärt, dass er ihn belogen hat und er nicht nur das Auto, sondern auch das Geld und den Pass zurückgeholt hatte. Diesen will Ion nun nutzen, um mit einem seiner Freunde aus dem Kreis der Philosophen in die Schweiz zu fahren, um die Welt zu sehen, von der Teodor erzählt hatte. Elena, die befürchtet hat, dass Teodor weggefahren sei, eilt zu ihm und gemeinsam hören sie eine alte Kassette, auf welcher er von früher im Gespräch mit Mihai zu hören ist.

## Hintergrund
Im Mittelpunkt des Romans steht die Titelfigur Ion, die auf dem realen Vorbild Ioan Timiş Palatinus († 2006) beruht: Ein Mann, der trotz seiner Blindheit Bücher liebte und Philosophie unterrichtete. Zwar lebte Timiş in Armut, trotzdem besass er eine Privatbibliothek mit über 20'000 Werken. Für die Massagen, die er anbot, liess er sich manchmal mit dem Vorlesen aus seinen Büchern bezahlen.
1982 floh Catalin Dorian Florescu selbst aus Rumänien in den Westen. Eine Erfahrung, die die Figur Teodor im Roman auch erlebt.

## Rezeption
„So beweist «Der blinde Masseur» wieder Florescus Lust am Fabulieren, seine Erzählkunst, seine Beobachtungsgabe für zwischenmenschliche Nuancen. Leider zeigt der Roman ebenso deutlich, daß die konsequente Konstruktion einer plausiblen Rahmenhandlung seine Sache nicht ist. Leser und Autor geht es wie dem verunglückten Brautpaar: Bis zur Hochzeit kommen sie nicht.“

„Trotz allen Kunstfertigkeiten und Kunstsinnigkeiten freilich – und zum Teil ihretwegen – will es sich einfach nicht einstellen, das Fliessen in diesem Buch. Florescu lässt fabelhafte Szenen aufblühen; und verblühen. Eben noch bewundert man die Leichtigkeit und überblättert dann, ein wenig vergrämt, so manche Langatmigkeit. Immerhin: Der Roman offeriert (literarisches) Versprechen um Versprechen, und da und dort löst er es auch ein. «Lamerica» ist ein Schiff der Hoffnung, und «Der blinde Masseur» fährt mit.“

„Bereits in seinen beiden ersten, autobiografischen Romanen «Wunderzeit» und «Der kurze Weg nach Hause» hat sich Catalin Dorian Florescu als begnadeter Erzähler erwiesen. Mit dem «Blinden Masseur» ist ihm ein ebenso liebevolles wie sarkastisches Porträt des neuen alten Rumänien gelungen – ein in üppigen Farben gemalter Roman über Lust, Sehnsucht und Verzweiflung von Menschen, denen der Alltag brüchig scheint und die Macht des Erzählens unbezwingbar.“

## Ausgaben
- Der blinde Masseur. Pendo Verlag, Zürich 2006, ISBN 978-3-86612-079-2.
- Der blinde Masseur. Piper Verlag, München 2009, ISBN 978-3-492-25483-0.

## Übersetzungen
- Niederländisch: De blinde masseur. Übers.: Jeannet Dekker. De Boekerij, 2007, ISBN 978-90-6974-822-1
- Rumänisch: Maseurul orb. Übers.: Mariana Bărbulescu. Polirom, 2007, ISBN 978-973-46-0721-1.
- Spanisch: El masajista ciego. Übers.: Isabel Hernández. Ediciones Lengua de Trapo, 2007, ISBN 978-84-8381-001-9.
- Französisch: Le masseur aveugle. Übers.: Nicole Casanova. LEVI, 2008, ISBN 978-2-86746-497-3.
- Slowenisch: Slepi maser. Übers.: Jana Ambrožič. Modrijan, 2011, ISBN 978-961-241-586-0.
- Mazedonisch: Слепиот масер. Übers.: n.a. Антолог, 2015, ISBN 978-6-082-43105-5.